# Отчёт о нераспределённой прибыли
Отчёт о нераспределённой прибыли (англ. Statement of retained earnings) — финансовый отчёт, показывающий изменения в нераспределённой прибыли за отчётный период. На её величину оказывают влияние прибыли/убытки, полученные в результате хозяйственной деятельности предприятия за отчётный период, сумма объявленных дивидендов, корректировки предыдущих периодов.

## Определение
Отчёт о нераспределенной прибыли — финансовый отчёт, в котором отражаются все изменения, имевшие место в величине нераспределенной прибыли в течение отчётного периода. Кредитовое сальдо счёта «Нераспределенная прибыль» указывает на то, что предприятие имеет прибыль. Дебетовое сальдо указывает на то, что предприятие имеет убыток, который также указывается в разделе акционерного капитала баланса, уменьшая его величину.

## Структура отчёта
Структура Отчёта о нераспределённой прибыли включает в себя:
Начальное сальдо нераспределенной прибыли + Чистая прибыль за период — Объявленные дивиденды = Конечное сальдо нераспределенной прибыли

## Цель и сфера применения отчёта
Отчёт о нераспределённой прибыли показывает в том числе изменения в акционерном капитале предприятия в течение периода. Так как акционерный капитал является мерой стоимости бизнеса после добавления активов и вычитания обязательств, то изменения стоимости акционерного капитала помогает акционерам понять стоимость своих инвестиций. Отчёт о нераспределенной прибыли может помочь инвесторам проанализировать, сколько денег акционеры компании берут из бизнеса для себя, а сколько они оставляют в компании для реинвестирования.
Отчёт о нераспределённой прибыли является одной из четырех основных финансовых отчетов наряду с балансом, отчётом о прибылях и убытках и отчётом о движении денежных средств. В малых компаниях Отчёт о нераспределённой прибыли очень краток, а значит компания может не выдавать его в отдельную форму, а просто отразить его в балансе, или отразить в Отчёте об изменениях капитала.

## Финансовый анализ
Отчёт о нераспределённой прибыли используется также для финансового анализа (расчёта коэффициента удержания, коэффициента выплаты дивидендов).
Коэффициент удержания — это экономический показатель, который показывает долю прибыли компании, которая не выплачивается в виде дивидендов, но зачисляется на счёт «Нераспределённая прибыль». Это противоположный показатель коэффициенту выплаты дивидендов:
Коэффициент удержания = 1 — Коэффициент выплаты дивидендов = 
 (Чистая прибыль — Объявленные дивиденды) / Чистая прибыль = Нераспределённая прибыль / Чистая прибыль
Коэффициент выплаты дивидендов — это сумма дивидендов, которую компания выплачивает, делённая на чистую прибыль. Эта формула может быть изменена, чтобы показать, что коэффициент удержания плюс коэффициент выплаты дивидендов равен 1, или по существу 100%. То есть сумма, выплаченная в виде дивидендов, плюс сумма, которую хранит компания, составляет всю чистую прибыль.
Коэффициент удержания сравнивается с другими предприятиями в той же отрасли. Низкий коэффициент удержания не всегда является плохим знаком. Предприятия в сфере услуг могут иметь очень низкий коэффициент удержания, потому что им не нужно вкладывать значительные средства в разработку новых продуктов. С другой стороны, стартап-технологические предприятия могут иметь коэффициент удержания около 100%, поскольку акционеры могут посчитать, что реинвестирование прибыли может принести большую прибыль инвесторам в будущем.